# Lorraine (nave da battaglia)
La Lorraine è stata una nave da battaglia appartenente alla Marine nationale, seconda unità della classe Bretagne di dreadnought e così chiamata in onore della regione francese. Fu varata dal cantiere navale di Saint-Nazaire nel settembre 1913.
Appartenente alla 1ª Divisione corazzate, nel corso della prima guerra mondiale rimase di guardia agli accessi del Canale d'Otranto, senza vedere alcuna azione; nell'immediato dopoguerra vigilò sul disarmo della sconfitta Marina austro-ungarica e sino al luglio 1921 fu di stanza a Costantinopoli in veste di forza d'occupazione. Rimodernata più volte negli anni venti e trenta e operante anche nell'Oceano Atlantico, imbarcò una buona dotazione contraerea, fu dotata di macchine a olio combustibile e dalla fine del 1935, dopo la ricostruzione più radicale, dispose di una catapulta per aerei a mezzanave sacrificando una delle torri con le artiglierie principali. Allo scoppio della seconda guerra mondiale dipendeva dallo Squadrone del Mediterraneo: compì alcune missioni in Atlantico, quindi fu revisionata per vari mesi e solo nell'aprile-maggio 1940 fu in grado di portarsi ad Alessandria d'Egitto per cooperare con la Mediterranean Fleet. In realtà, subito dopo la capitolazione della Francia, fu internata dalle autorità britanniche per oltre due anni.
Nel maggio 1943, passata alla Francia libera, circumnavigò l'Africa sino a Dakar e poi Orano, dove fu ampiamente riequipaggiata la sua dotazione contraerea e tolti gli strumenti di lancio e recupero degli idrovolanti di bordo (del pari eliminati). Poté quindi partecipare all'operazione Dragoon e alle successive operazioni sottocosta lungo la riviera francese; prima della fine del 1944 passò in Atlantico e a ridosso del termine delle ostilità condusse alcuni bombardamenti sui porti ancora in mano tedesca. Declassata a nave addestramento e poi alloggio dopo il giugno 1945, fu dismessa all'inizio del 1953 e demolita entro un anno.

## Servizio operativo

### 1916-1939
La nave da battaglia Lorraine fu ordinata il 15 luglio 1912 in sostituzione della nave da battaglia pre-dreadnought Liberté, distrutta l'anno precedente dall'esplosione dei magazzini di munizioni. La sua chiglia fu impostata il 1º agosto 1912 nel cantiere Penhoët di Saint-Nazaire e il varo avvenne il 30 settembre 1913; fu completata il 27 luglio 1916. Fu effettivamente incorporata nella Marine nationale in autunno, dopo una crociera di messa a punto e prove in mare aperto: nel dettaglio fu integrata con la Bretagne e la Provence nella 1ª Divisione corazzate, a sua volta parte del 1º Squadrone da battaglia.

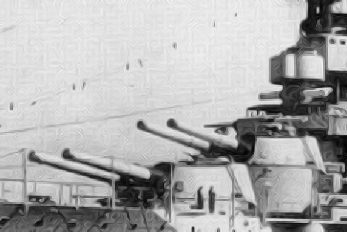
Primo piano delle torri prodiere armate con i cannoni da 340 mm

La Lorraine fu inviata con il resto della divisione nel Mar Mediterraneo per operare assieme alla Regia Marina: fu stazionata a Corfù con l'incarico di impedire incursioni della k.u.k. Kriegsmarine fuori dal Canale d'Otranto; scopo secondario della sua permanenza nelle acque dell'isola era lanciare un monito al Regno di Grecia, del quale era temuta un'entrata in guerra a fianco degli Imperi centrali (il sovrano Costantino I era infatti filotedesco). Tuttavia la corazzata andò incontro a una totale inattività, stante l'immobilismo della flotta austro-ungarica: una parte del suo equipaggio fu anzi redistribuito su cacciasommergibili e scafi leggeri in pattuglia nel Canale e, nel 1917, la Lorraine compì un viaggio sino all'arsenale di Tolone per una rapida revisione prima di riprendere il proprio posto a Corfù. Nel gennaio 1919 si spostò alle bocche di Cattaro per vigilare sulle unità ex austro-ungariche in disarmo e contribuire al rimpatrio degli equipaggi; accompagnò anche le navi cedute come preda di guerra in Francia e Italia, compito completato nel marzo 1919. Una volta resa nota la pace di Versailles in giugno, l'alto comando francese previde di inviare la Lorraine e la Provence nel Mar Nero e contribuire alla lotta contro i bolscevichi, ma dinanzi l'ammutinamento degli equipaggi il piano fu scartato. Le due unità furono invece dirottate alla "Eastern Mediterranean Fleet", flotta costituita da naviglio anche britannico e italiano che, dall'ottobre 1919 al luglio 1921, rimase a Istanbul assieme alle forze d'occupazione nel decaduto Impero ottomano.
Sciolta la squadra, la Lorraine tornò a Tolone e qui, dal novembre 1921 al dicembre 1922, fu sottoposta a un ciclo di revisione e ammodernamento: per prima cosa l'alzo delle torri con i pezzi da 340 mm fu incrementato a 18° e la gittata crebbe a 18000 m, quindi l'albero prodiero dietro la sovrastruttura fu rimpiazzato da uno a tripode più basso e i fumaioli furono resi più slanciati. Si procedette poi a rimuovere quattro pezzi da 139 mm e ad aggiungerne altrettanti del tipo Modèle 1908 da 75 mm L/63 contraerei, che furono piazzati sul ponte. Posta in riserva a causa delle difficoltà finanziarie che costringevano l'economia francese, la Lorraine fu reintegrata nell'organico in un momento imprecisato del 1923 e assegnata alla 1ª Divisione corazzate dello Squadrone del Mediterraneo. Nel novembre 1924 entrò nuovamente nel bacino di carenaggio dell'arsenale per una serie di miglioramenti, che riguardarono l'apparato motore (quattro caldaie convertite all'alimentazione a olio combustibile), la corazzatura (rimozione di una piccola porzione di cintura prodiera) e la dotazione offensiva (le torri principali furono modificate per consentire un alzo di 23°). I lavori si conclusero nel settembre 1925.
La Lorraine operò da allora in seno al 1º Squadrone, attendendo a periodiche esercitazioni.. Poiché però cominciava a essere piuttosto obsoleta, e non potendo Parigi destinare ingenti risorse al rinnovamento della propria linea da battaglia, la corazzata subì una prima modernizzazione nell'arsenale di Brest tra il 17 settembre 1929 e il 6 giugno 1931. Le vecchie caldaie Niclausse furono tutte rimpiazzate da sei tipo Indret (alimentate esclusivamente a olio combustibile, la cui scorta di bordo ammontò a 2600 t e le turbine a presa diretta con più moderne turbine a ingranaggi Parsons: la potenza erogata crebbe a 43 000 cavalli vapore all'albero di trasmissione (32 000 kW) la velocità migliorò solo marginalmente passando a 21,4 nodi (39,6 km/h); in questa occasione furono anche aggiunti quattro cannoni contraerei Modèle 1925 da 37 mm L/50 su affusto singolo. Tra il 18 settembre 1934 e il 20 settembre 1935 la Lorraine visse la ricostruzione più radicale della sua carriera. Di nuovo in secca a Brest, fu privata di quattro cannoni da 139 mm, di tutti i quattro pezzi Modèle 1908 contraerei e dei tubi lanciasiluri; al loro posto furono sistemate quattro torrette binate armate con cannoni Modèle 1930 da 100 mm L/45, altri quattro cannoni da 37 mm contraerei e due impianti quadrinati di mitragliatrici pesanti Hotchkiss Mle 1929 da 13,2 mm. La torre centrale con i pezzi da 340 mm fu infine rimossa, l'anello di rotolamento chiuso e il fumaiolo posteriore fu spostato di 5 metri a poppa: fu così ricavato lo spazio per inchiavardare una catapulta e trasportare sino a quattro idrovolanti.
La Lorraine rientrò in servizio alla fine del 1935 e l'anno successivo fu trasferita allo Squadrone atlantico, con il quale operò sino al settembre 1939. Iniziata la seconda guerra mondiale, fu spesso in servizio nel Mediterraneo occidentale passando più volte lo Stretto di Gibilterra: fece quindi base a Casablanca e trasportò prima della fine dell'anno una parte delle riserve auree francesi nelle Bermuda. Sempre da questa base condusse pattugliamenti nell'Atlantico assieme all'incrociatore pesante Algérie, quelli leggeri La Galissonière e Marseillaise e vari cacciatorpediniere, senza tuttavia intercettare naviglio tedesco.

### 1940-1945
Dopo l'inizio della seconda guerra mondiale, la Lorraine prestò servizio principalmente nel Mediterraneo occidentale come nave ammiraglia della Force X , sotto il viceammiraglio René-Émile Godfroy.
Il 1º gennaio 1940 la Lorraine, tornata nelle acque nazionali, passò alla 2ª Divisione corazzate del 1º Squadrone e fu quindi posta in bacino di carenaggio per una revisione generale; si approfittò dei lavori per sbarcare le torrette binate con i pezzi da 100 mm (destinate alla nave da battaglia Richelieu in allestimento), al cui posto furono sistemati otto cannoni Modèle 1922 da 75 mm L/50 su affusto singolo e due ulteriori impianti quadrinati di mitragliatrici Hotchkiss. Il 27 aprile poté salpare con le unità sorelle alla volta di Alessandria d'Egitto, base della Mediterranean Fleet britannica del viceammiraglio Andrew Cunningham: gli alti comandi navali di Francia e Regno Unito avevano infatti deciso di cooperare nel Mar Mediterraneo in vista di un confronto con la Regia Marina; tuttavia sia la Bretagne, sia la Provence rimasero poco nella rada e furono ridislocate nelle basi algerine o marocchine. Il 10 giugno l'Italia fece il proprio ingresso in guerra e subito Cunningham si portò al largo con il grosso delle sue forze, senza però imbattersi in squadre italiane; anche il viceammiraglio René-Émile Godfroy, a bordo della Lorraine e con tre incrociatori pesanti, uno leggero e tre cacciatorpediniere giunti da Beirut, salpò il 14 giugno senza fare incontri nel Mediterraneo orientale. Nella notte tra il 20 e il 21 giugno la Lorraine partì con tre incrociatori (HMNZS Achilles, HMS Orion, HMS Neptune), si portò a ovest e all'alba condusse un bombardamento sulle postazioni di Bardia, causando comunque danni superficiali. Il giorno successivo fu annunciata la sottoscrizione dell'armistizio francese, che sarebbe entrato in vigore il 25 giugno. Il viceammiraglio Godfroy ebbe un lungo colloquio con Cunningham e alla fine fu raggiunto un accordo per demilitarizzare e internare tutte le unità francesi, vale a dire la Lorraine e la formazione partita dal Libano la settimana precedente.

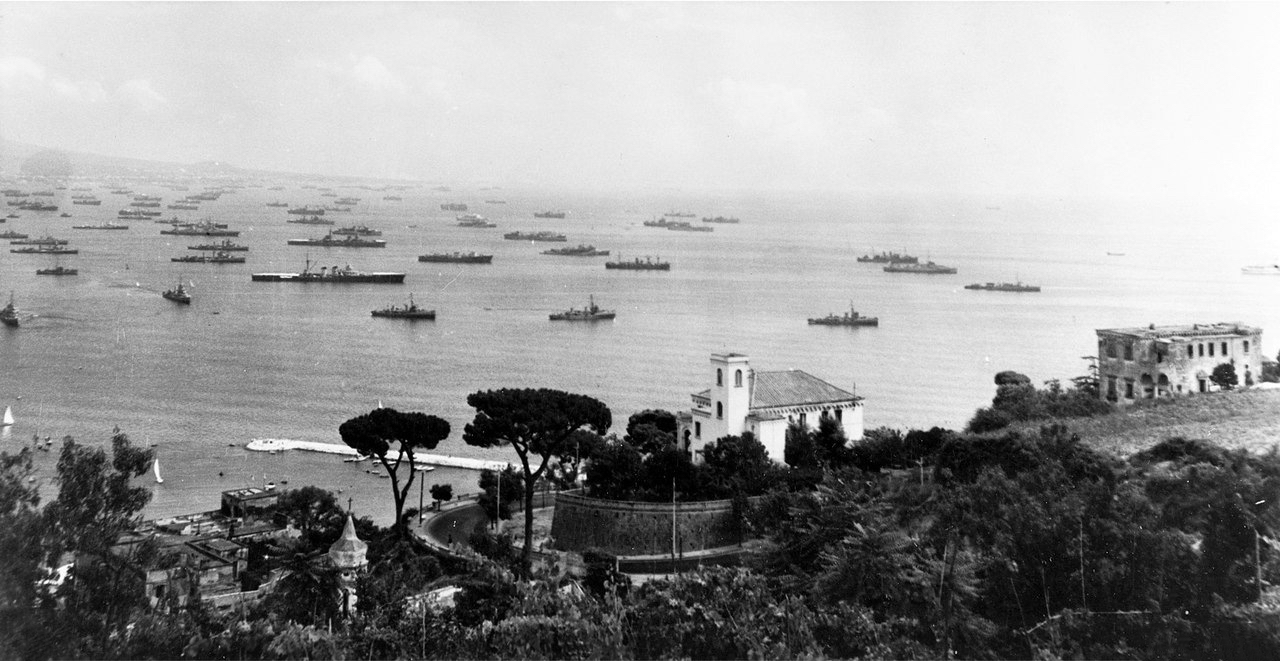
L'imponente flotta d'invasione alleata riunita per l'operazione Dragoon: la Lorraine le fu aggregata per appoggiare lo sbarco delle truppe

La Lorraine giacque inutilizzata per oltre due anni nel porto egiziano e solo nel dicembre 1942 l'equipaggio si espresse a favore dell'integrazione alle Forces navales françaises libres, la componente marittima delle modeste forze armate della Francia libera. Il 30 maggio 1943 il processo di riarmo fu completato e il 3 luglio 1943 la corazzata partì da Suez con rotta meridionale, fece una tappa a Città del Capo e infine il 12 ottobre gettò le àncore nel porto di Dakar, da quasi un anno sotto controllo degli Alleati. Dopo un breve periodo di servizio quale nave addestramento, la Lorraine ebbe ordine di procedere il 2 dicembre per Orano, trasformata in una grande base navale, per un riequipaggiamento generale: nel corso della prima metà del 1944, infatti, la catapulta, l'hangar, gli idrovolanti e le obsolete mitragliatrici Hotchkiss da 13,2 mm furono tutti rimossi, per fare spazio a sedici cannoni da Bofors da 40 mm L/56 e venticinque Oerlikon da 20 mm L/70 (tutti su affusto singolo). Pare furono installati anche otto pezzi contraerei da 76 mm ed è certo che in cima alle sovrastrutture furono piazzati apparati radar. La Lorraine fu quindi aggregata alla Task force 86, la forza da supporto per il previsto sbarco nella Francia meridionale, complementare a quello in Normandia. Il 15 agosto le operazioni anfibie ebbero inizio al largo della Costa Azzurra; la Lorraine affiancò la corazzata USS Nevada nel bombardamento delle fortificazioni attorno Tolone e, in particolare, duellò con una batteria costiera equipaggiata con una torre binata da 340 mm della gemella Provence (autoaffondatasi nel novembre 1942), che i tedeschi avevano recuperato e installato in un bunker. Il 21 agosto il cannoneggiamento fu sospeso: la Lorraine fece rifornimento e tra il 1º e il 13 settembre, scortata da quattro incrociatori e due cacciatorpediniere, eseguì numerosi tiri sulle località di Sospel, Castillon, nel territorio di Carqueiranne e attorno Saint-Tropez, dove erano presenti postazioni tedesche. Il 21 settembre la Lorraine lasciò il teatro operativo e rimase nel Mediterraneo occidentale ancora qualche settimana. In seguito passò Gibilterra e raggiunse Portsmouth per una revisione generale, prima di ormeggiarsi definitivamente a Cherbourg nel dicembre 1944. Nel marzo-aprile 1945 la Lorraine salpò per partecipare alle operazioni Vermeille e Vénérable, la riconquista dei porti sull'Atlantico ancora tenuti dai tedeschi.

### Destino finale
All'indomani della fine della seconda guerra mondiale in Europa l'usurata Lorraine, appartenente a un genere di nave ormai obsoleto, fu presto declassata a nave da addestramento al tiro navale (giugno 1945). Il vecchio scafo fu poi adibito a nave alloggio a partire dal febbraio 1947. Infine il 17 febbraio 1953 la Lorraine fu radiata dall'organico della Marine nationale e venduta per la demolizione, completata nel gennaio 1954.